# Astragalus leiophyllus
Astragalus leiophyllus là một loài thực vật có hoa trong họ Đậu. Loài này được Freyn & Bornm. miêu tả khoa học đầu tiên.